# Sociedade Esportiva e Recreativa Chapadão
A Sociedade Esportiva e Recreativa Chapadão, também conhecida pelo acrônimo SERC, é uma agremiação esportiva de futebol com sede em Chapadão do Sul, no estado de Mato Grosso do Sul, fundada em 28 de agosto de 1981.

## História
A SERC foi fundada em 28 de agosto de 1981 por um grupo de amigos torcedores do Grêmio e do Internacional. Naquela época, a localidade que se tornou a cidade de Chapadão do Sul em 1987 era conhecida como Chapadão dos Gaúchos. Para conciliar a rivalidade Grenal, as cores vermelha, do Internacional, e azul, do Grêmio, foram adotadas no uniforme da SERC, juntamente com o branco.
Nos primeiros anos de atividade, o clube participou apenas de campeonatos regionais. Em 1991, recebeu um convite especial para disputar a primeira divisão do estado, sem precisar passar pela segunda divisão. Terminou seu primeiro campeonato profissional em sétimo lugar. Dois anos depois, ficou em quarto e, em 1994, alcançou o terceiro lugar. No entanto, foi em 1995 que obteve sua primeira grande conquista: o título estadual sobre o Cassilandense.
Na década de 1990, as participações da SERC na primeira divisão estadual foram interrompidas por períodos de inatividade. Após o título de 1995, o clube só retornou em 1998, quando conquistou o vice-campeonato. Ficou mais quatro anos sem disputar o campeonato, retornando apenas em 2002, quando se sagrou bicampeão ao vencer o CENE.
Entre as décadas de 2000 e 2010, a SERC passou por vários acessos e rebaixamentos, conquistando dois títulos da segunda divisão estadual, em 2009 e 2014.

## Títulos
Masculino
| Estaduais                                       | Estaduais | Estaduais   | Estaduais |
| Competição                                      | Títulos   | Temporadas  |           |
| ----------------------------------------------- | --------- | ----------- | --------- |
| Campeonato Sul-Mato-Grossense                   | 2         | 1995 e 2003 |           |
| Campeonato Sul-Mato-Grossense - Segunda Divisão | 2         | 2009 e 2014 |           |

Feminino
| Estaduais                              | Estaduais | Estaduais         | Estaduais |
| Competição                             | Títulos   | Temporadas        |           |
| -------------------------------------- | --------- | ----------------- | --------- |
| Campeonato Sul-Mato-Grossense Feminino | 3         | 2014, 2019 e 2020 |           |